# 부의 효과
부의 효과(Wealth effect) 또는 자산효과는 인식된 부의 변화를 수반하는 지출의 변화이다. 일반적으로 부의 효과는 긍정적이다. 지출은 인지된 부와 같은 방향으로 변화한다.

## 개인에 대한 영향
소비자의 부의 변화는 소비의 양과 분배에 변화를 가져온다. 사람들은 일반적으로 다음 두 가지 중 하나가 사실일 때 전반적으로 더 많이 소비한다. 즉, 사람들이 객관적으로 실제로 더 부유할 때 또는 사람들이 자신이 더 부유하다고 인식할 때(예: 주택 평가 가치가 상승하거나 소유한 주식의 가격이 상승할 때)를 들 수 있다.
일부 재화(열등재)에 대한 수요는 부가 증가함에 따라 감소한다. 예를 들어 저렴한 패스트푸드와 스테이크의 소비를 생각해 보자. 누군가가 더 부유해짐에 따라 저렴한 패스트푸드에 대한 수요는 줄어들고 더 비싼 스테이크에 대한 수요는 증가할 수 있다.
소비는 상대적인 부와 연결될 수 있다. 특히 공급이 매우 비탄력적이거나 판매자가 독점인 경우 상품 구매 능력은 경제에서 상대적인 부와 높은 관련이 있을 수 있다. 예를 들어 평균 부가 높은 도시(예: 뉴욕 또는 런던)의 부동산 비용을 평균 부가 낮은 도시와 비교하여 생각해 보자. 공급은 상당히 비탄력적이므로 헬리콥터 투하(또는 골드러시)가 저부유 도시에서 갑자기 많은 부를 창출한다면 이 새로운 부를 받지 못한 사람들은 빠르게 그러한 시장에서 밀려나게 될 것이며 실질적으로 더 나빠질 것이다. (약한 파레토 개선에 참여했음에도 불구하고) 부동산을 소비/구매하는 능력 측면에서 떨어져 있다. 그러한 상황에서 우리는 부의 수요와 공급에 대한 상대적 효과를 무시할 수 없으며 이것이 정적이라고 가정할 수 없다.
그러나 데이비드 배커스에 따르면 부의 효과는 경제 데이터에서 관찰할 수 없으며 적어도 주택 또는 주식 자산의 증가 또는 감소와 관련하여 관찰할 수 없다. 예를 들어, 1990년대 후반 주식 시장의 호황(닷컴 버블로 인해 발생)은 미국인의 부를 증가시켰지만 소비에는 큰 변화를 가져오지 않았고 폭락 이후에도 소비는 감소하지 않았다.
경제학자 딘 베이커(Dean Baker)는 이에 동의하지 않으며 "주택 자산 효과"는 잘 알려져 있고 경제 이론 및 모델링의 표준 부분이며 경제학자들은 가계가 자신의 부를 기반으로 소비할 것으로 기대한다고 말한다. 그는 캐롤과 저우(Zhou)가 수행한 연구를 인용하여 가구가 주택 자산 1달러를 추가할 때마다 연간 소비가 6센트씩 증가한다고 추정한다.

## 거시 경제학에서
거시 경제학에서 실질 자산의 증가는 소비를 증가시키고 IS 곡선을 오른쪽으로 이동시켜 금리를 상승시키고 총수요를 증가시킨다. 실질 자산의 감소는 그 반대이다.

## 같이 보기
- 소비자 이론
- 수요의 소득에 의한 탄성
- 리카도 대등정리
- 부